# 58
Évszázadok: i. e. 1. század – 1. század – 2. század
Évtizedek: 1-es évek – 10-es évek – 20-as évek – 30-as évek – 40-es évek – 50-es évek – 60-as évek – 70-es évek – 80-as évek – 90-es évek – 100-as évek
Évek: 53 – 54 – 55 – 56 –  57 – 58 – 59 – 60 – 61 – 62 – 63

## Események

### Római Birodalom
- Nero császárt (harmadszor; helyettese májustól Caius Fonteius Agrippa, júliustól Aulus Petronius Lurco) és Marcus Valerius Messalla Corvinust (helyettese Aulus Paconius Sabinus) választják consulnak.
- Corbulo, a keleti hadak főparancsnoka úgy dönt, hogy visszaállítja a római uralmat Örményországban és elűzi I. Tiridatész királyt (I. Vologaészész pártus király öccsét). Tiridatész a főleg lovasságból álló seregével a hegyes terepen kerüli az összecsapást. Corbulo megostromol és elfoglal néhány várat (saját maga Volandumot pusztítja el, felnőtt lakosságát lemészároltatja, a gyerekeket eladja rabszolgának), majd a fővároshoz, Artaxatához vonul. A lakosok megnyitják neki a kapukat, mire Corbulo engedélyezi hogy holmijukkal elhagyják a várost, majd - mivel megtartásához akkora helyőrségre lett volna szükség, amennyit nem akart hátrahagyni - felgyújtja Artaxatát.
- A volt örmény király, Rhadamisztosz összeesküvést sző bátyja, I. Pharaszmanész ibériai király ellen, ezért (és mert a rómaiak elégedetlenek voltak Rhadamisztosz korábbi tevékenységével) kivégzik. Röviddel később az idős Pharaszmanész is meghal. Utóda I. Mithridatész.
- Nero beleszeret barátja, Otho feleségébe, Poppaea Sabinába, ezért barátságuk megromlik. Othót kinevezik Lusitania kormányzójává, hogy eltávolítsák Rómából. Poppaea elválik tőle és igyekszik rávenni Nerót hogy ő is váljon el feleségétől, hogy összeházasodhassanak.
- Az adóbérlők kíméletlensége miatt panaszkodó nép hatására Nero nyilvánosságra hozatja az adóbérleti szerződéseket és eltörli az egy éven át be nem hajtott elmaradásokat.
- Germaniában befejezik a Rajna árvízvédelmi töltéseit és csatornával kötik össze az Arar és Mosella folyókat.
- Britanniában Caius Suetonius Paulinust nevezi ki kormányzónak az előző helytartó halála miatt. Paulinus folytatja walesi szilurok elleni háborút.
- Rómában kiszárad a Ficus Ruminalis (az a fa, amelynek tövében a legenda szerint Romulus és Remus meghúzódott), de aztán új sarjakat növeszt.
- Pál apostolt a jeruzsálemi templom megszentségtelenítésével vádolják, mivel nem zsidókat vitt be a területére. Korbácsolásra ítélik, de római polgárságára hivatkozik, ezért Marcus Antonius Felix helytartó elzáratja (Pál két évig marad börtönben).

### Germánia
- A hermundurok nagy csatában legyőzik a chattusokat egy sós vizű határfolyó birtoklásáért kitört háborúban.

## Születések
- Hszü Sen, kínai filológus

## Halálozások
- Rhadamisztosz, örmény király
- I. Pharaszmanész, ibériai király